# IC 4482
IC 4482 — галактика типу D (карликова галактика) у сузір'ї Волопас.
Цей об'єкт міститься в оригінальній редакції індексного каталогу.